# Sałata

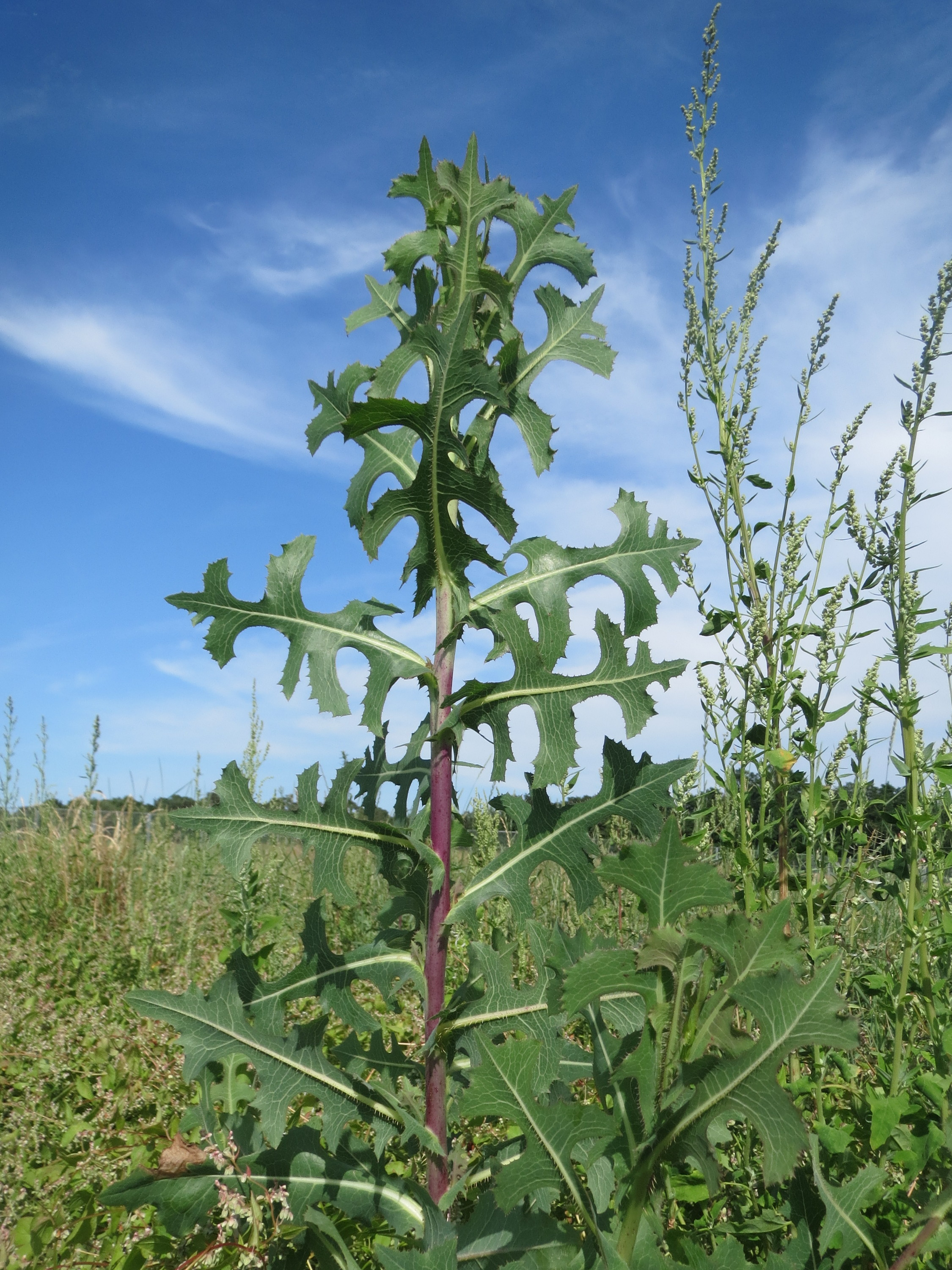
Sałata kompasowa

Sałata (Lactuca L.) – rodzaj roślin z rodziny astrowatych (Asteraceae). Obejmuje w zależności od ujęcia ok. 60 lub ponad 100 gatunków. Rośliny te są szeroko rozprzestrzenione na półkuli północnej oraz w Afryce na półkuli południowej. W Polsce rodzaj reprezentowany jest przez rośliny uprawiane lub introdukowane. 
Najważniejszą rośliną użytkową w obrębie rodzaju jest sałata siewna L. sativa, która w licznych odmianach uprawnych jest popularnie uprawiana i spożywana na całym świecie, a zwłaszcza w Azji, Europie i w Ameryce Północnej i Środkowej. Jadalna jest także sałata indyjska L. indica. Jako roślina lecznicza wykorzystywana była sałata jadowita L. virosa.

## Rozmieszczenie geograficzne

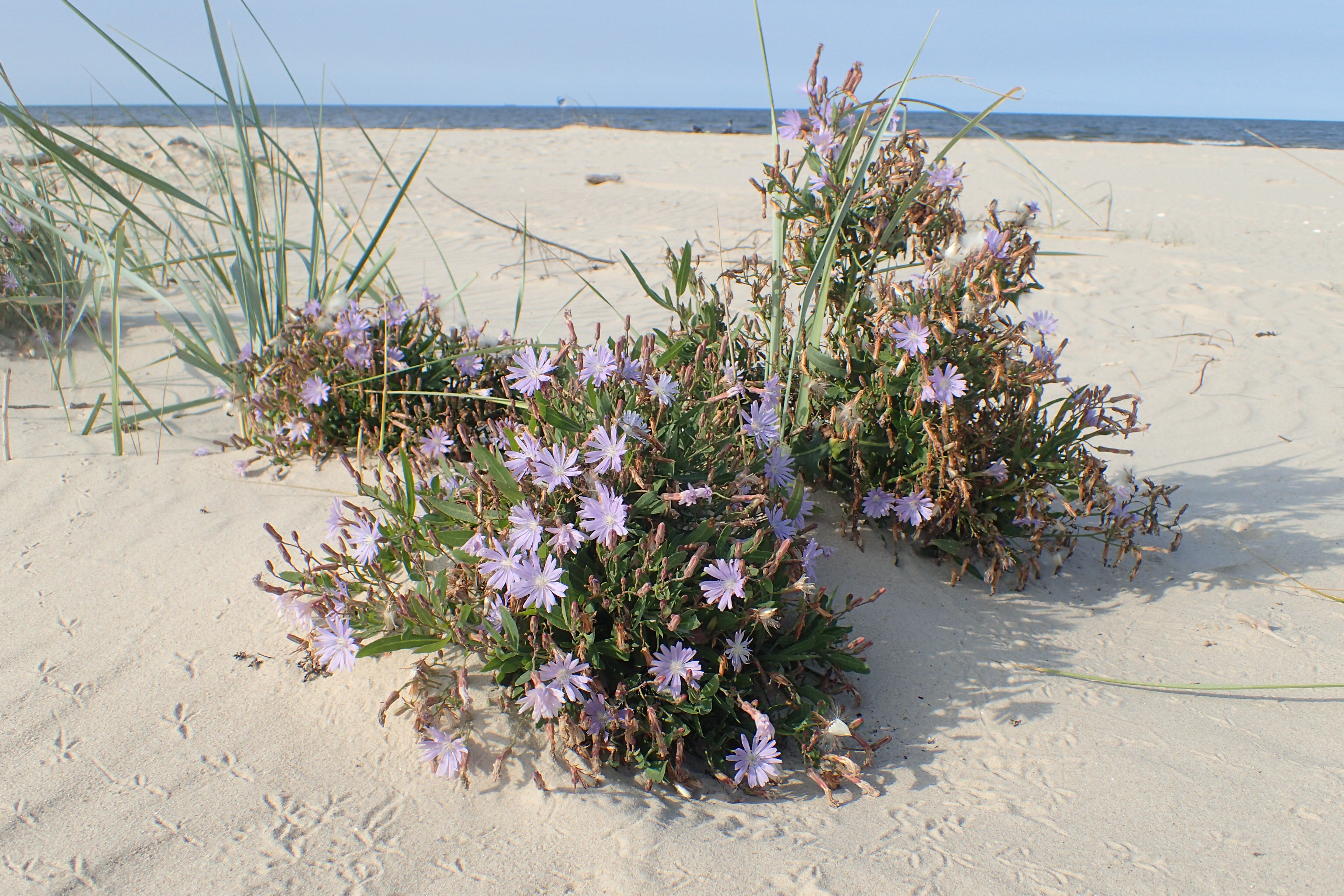
Sałata tatarska

Zasięg rodzaju jest rozległy – obejmuje niemal całą Amerykę Północną (na południe po Haiti i południowy Meksyk), Afrykę, Europę i Azję sięgając na południowym wschodzie po Nową Gwineę. Centra największego zróżnicowania rodzaju stanowią Azja (51 gatunków) i Afryka (43 gatunki). W Ameryce Północnej występuje 10 gatunków, a w Europie ok. 30.
W Polsce wszystkie gatunki z tego rodzaju rosną introdukowane przez człowieka. Zadomowionymi antropofitami są dwa gatunki, z przejściowo dziczejące są trzy kolejne. Sałata siewna jest uprawiana. W niektórych źródłach do rangi gatunku podnoszone są głąbiki krakowskie jako sałata krakowska Lactuca cracoviensis.
Gatunki flory Polski
- sałata jadowita Lactuca virosa L. – efemerofit
- sałata kompasowa Lactuca serriola L. – antropofit zadomowiony
- sałata krakowska (głąbik) Lactuca cracoviensis Sawicz. – gatunek uprawiany, w innych ujęciach jako sałata łodygowa uznawany za jedną z klas odmian sałaty siewnej
- sałata siewna Lactuca sativa L. – gatunek uprawiany
- sałata solna, s. wierzbolistna Lactuca saligna L. – efemerofit
- sałata tatarska Lactuca tatarica (L.) C.A.Mey. – antropofit zadomowiony
- sałata trwała Lactuca perennis L. – efemerofit

W szerokim ujęciu rodzaju zaliczany jest tu także występujący naturalnie w Polsce sałatnik leśny Mycelis muralis jako Lactuca muralis.

## Morfologia
PokrójRośliny roczne i dwuletnie, rzadziej byliny i półkrzewy o zdrewniałych nasadach pędów. Osiągają od kilkunastu cm do ponad 4,5 m wysokości. Łodyga zwykle jest pojedyncza, prosto wzniesiona, rozgałęziona na całej długości lub tylko w górnej części. Pędy są nagie lub owłosione, czasem szczeciniasto.
LiśceOdziomkowe i łodygowe, siedzące i ogonkowe, o bardzo różnych kształtach blaszki – od nitkowatych i równowąskich, przez lancetowate, jajowate do zaokrąglonych. Blaszki są całobrzegie, ząbkowane lub klapowane.
KwiatyTylko języczkowe zebrane w koszyczki, a te w wiechy lub podbaldachy, rzadko rozwijają się pojedynczo. Okrywy tworzone są przez kilka lub kilkanaście listków ułożonych w dwóch rzędach. Osiągają 2–5 mm średnicy (rzadko więcej) i mają kształt walcowaty lub dzwonkowaty. Dno kwiatostanu jest wypukłe, bez plewinek i włosków, dołeczkowane. Kwiaty w koszyczkach występują w liczbie kilku do kilkudziesięciu, są koloru żółtego, niebieskiego, fioletowego lub białawego.
OwoceNiełupki wydłużone, eliptyczne, mniej lub bardziej spłaszczone, z wyraźnym dzióbkiem i żebrami (w liczbie od 1 do 9 po obu stronach). Puch kielichowy złożony z włosków białych, pierzastych i trwałych.

## Systematyka
Pozycja systematyczna

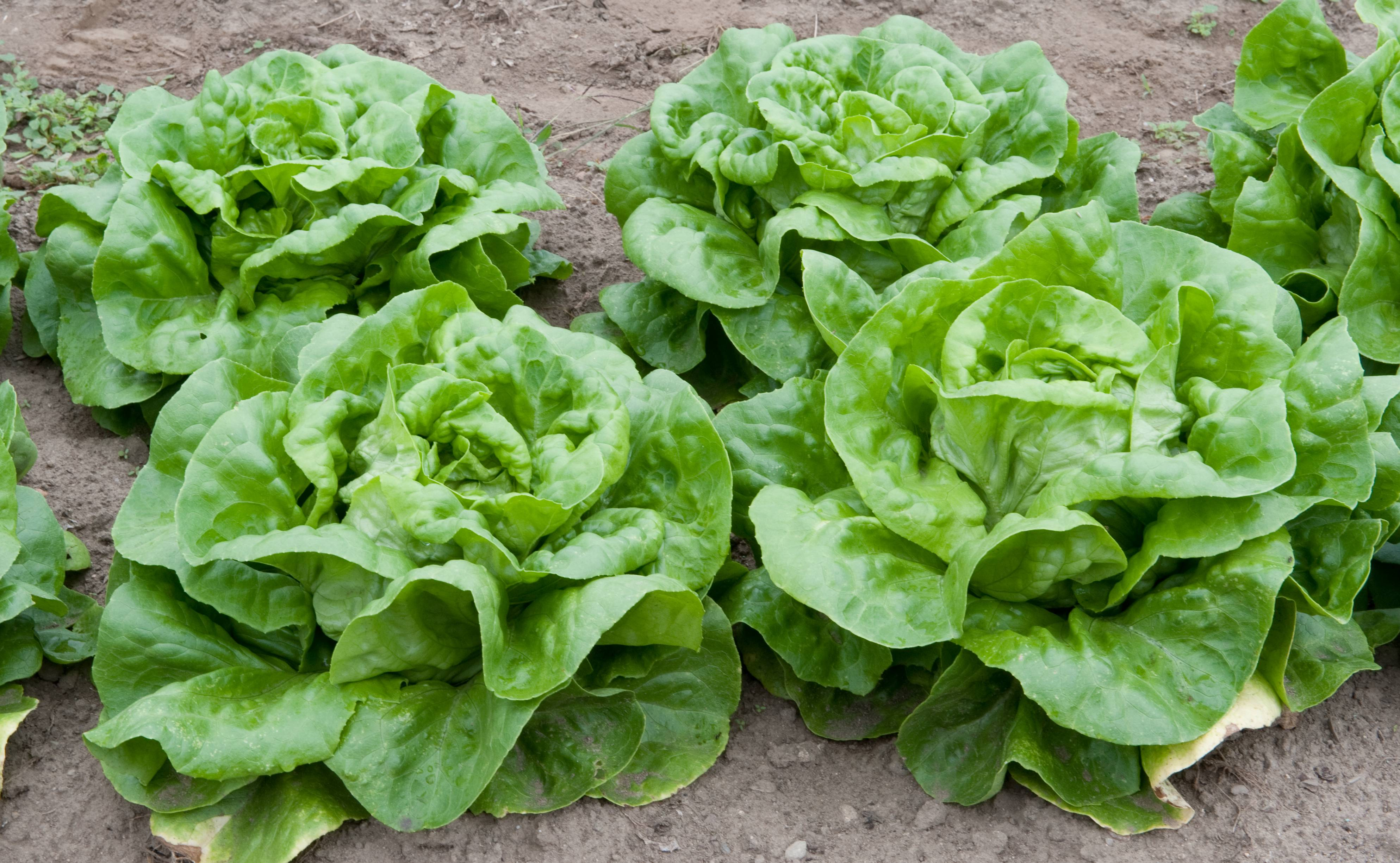
Sałata siewna

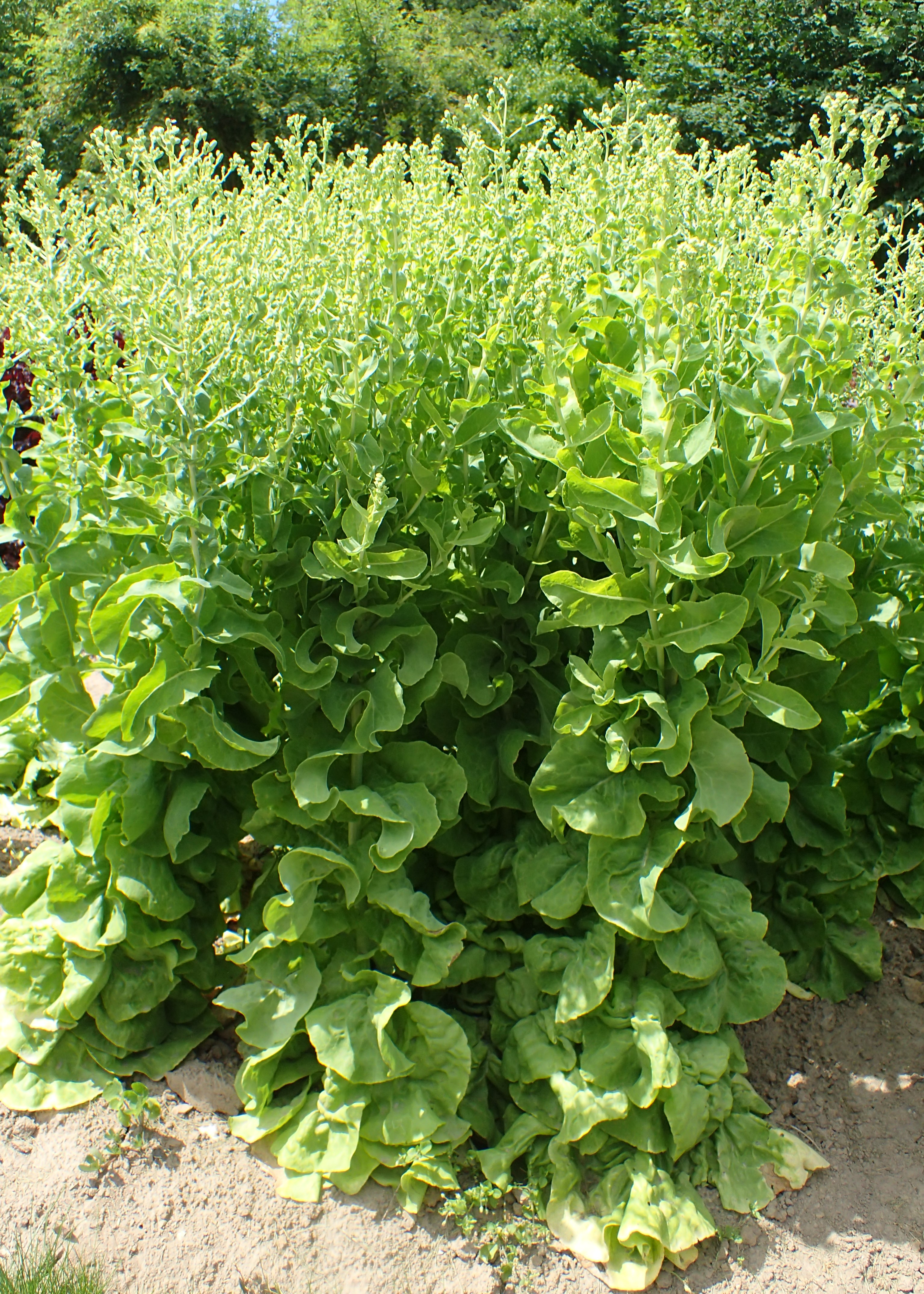
Sałata siewna w czasie kwitnienia

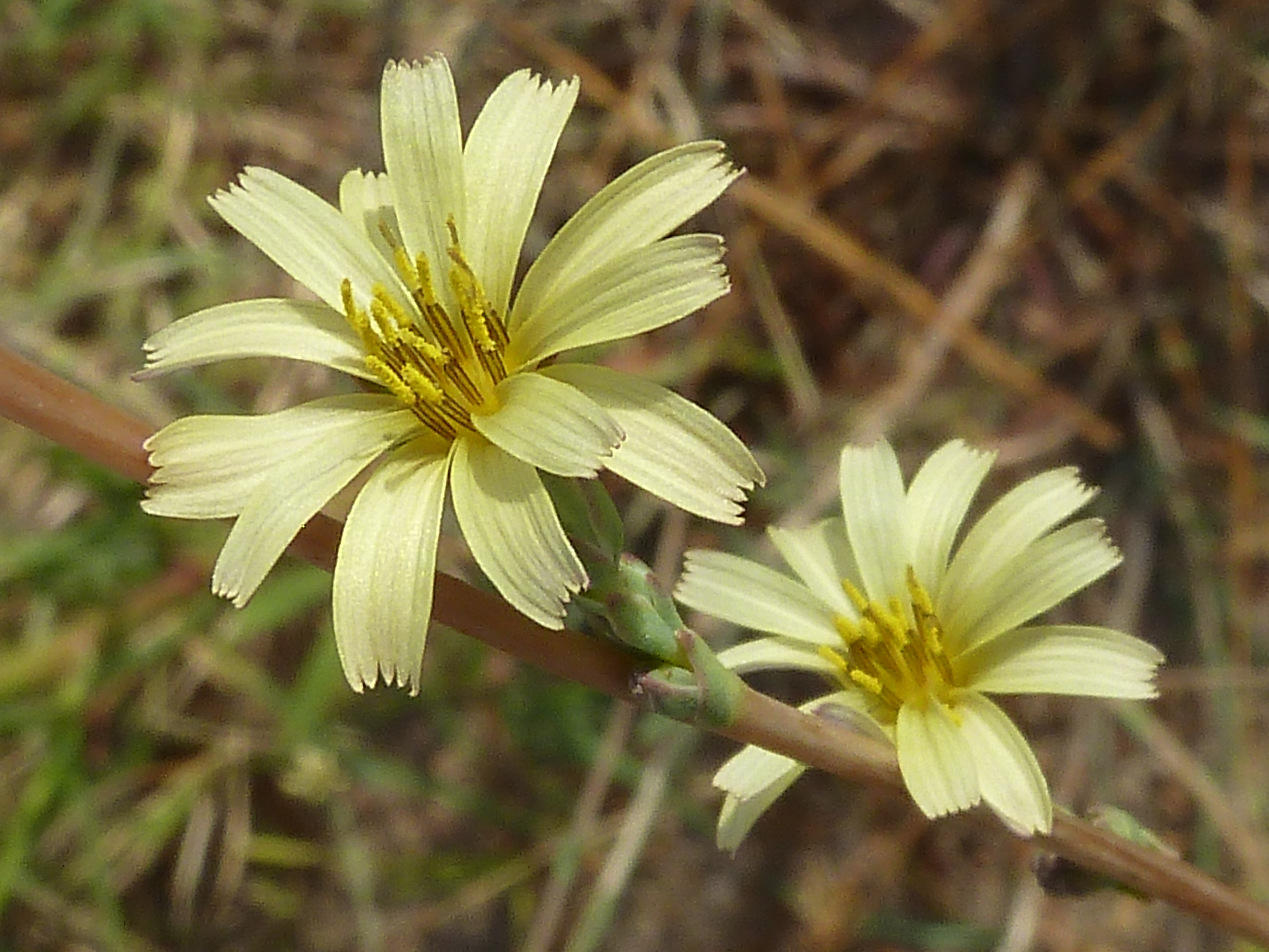
Kwiaty sałaty solnej

Rodzaj z podplemienia Lactucinae z plemienia Cichorieae, podrodziny Cichorioideae z rodziny astrowatych Asteraceae.
O ile monofiletyzm podplemienia jest generalnie potwierdzony (konieczne było wyłącznie z niego niektórych gatunków i rodzajów), o tyle ujęcie rodzaju Lactuca wciąż jest przedmiotem kontrowersji. Wiadomo, że na pewno błędne były bardzo szerokie ujęcia rodzaju, np. George'a Benthama z XIX wieku, bowiem zaliczał on do rodzaju gatunki współcześnie klasyfikowane do różnych podplemion (także Crepidinae i Hyoseridinae). W wąskich ujęciach rodzaju zaliczanych jest do niego ok. 50–70 gatunków, a w szerszych ponad 100. Wnioski z analiz filogenetycznych bazujących na badaniach molekularnych dotyczą wciąż tylko części gatunków tradycyjnie tu zaliczanych.
Wykaz gatunków
- Lactuca acanthifolia (Willd.) Boiss.
- Lactuca aculeata Boiss.
- Lactuca altaica Kovalevsk. – sałata ałtajska
- Lactuca alpestris (Gand.) Rech.f.
- Lactuca ambacensis (Hiern) C.Jeffrey
- Lactuca anatolica Behçet & Yapar
- Lactuca attenuata Stebbins
- Lactuca azerbaijanica Rech.f.
- Lactuca bandyopadhyana Kottaim.
- Lactuca biennis (Moench) Fernald
- Lactuca birjandica Mozaff.
- Lactuca brachyrrhyncha Greenm.
- Lactuca calophylla C.Jeffrey
- Lactuca canadensis L.
- Lactuca chitralensis (Tuisl) Ghafoor, Qaiser & Roohi Bano
- Lactuca cichorioides (Hiern) C.Jeffrey
- Lactuca corymbosa Lawalrée
- Lactuca cubanguensis (S.Moore) C.Jeffrey
- Lactuca czerepanovii (Kirp.) N.Kilian & Greuter
- Lactuca denaensis N.Kilian & Djavadi
- Lactuca × dichotoma Simonk.
- Lactuca dissecta D.Don
- Lactuca dolichophylla Kitam.
- Lactuca dregeana
- Lactuca dumicola S.Moore
- Lactuca erostrata Bano & Qaiser
- Lactuca fenzlii N.Kilian & Greuter
- Lactuca floridana (L.) Gaertn.
- Lactuca formosana Maxim.
- Lactuca georgica Grossh.
- Lactuca gilanica Mozaff.
- Lactuca glandulifera Hook.f.
- Lactuca glareosa Schott & Kotschy
- Lactuca glauciifolia Boiss.
- Lactuca gorganica Rech.f. & Esfand.
- Lactuca gracilipetiolata Merr.
- Lactuca graminifolia Michx.
- Lactuca haimanniana Asch.
- Lactuca hazaranensis Djavadi & N.Kilian
- Lactuca hirsuta Muhl. ex Nutt.
- Lactuca hispida DC.
- Lactuca hispidula B.Fedtsch.
- Lactuca homblei De Wild.
- Lactuca imbricata Hiern
- Lactuca indica L.
- Lactuca inermis Forssk.
- Lactuca intricata Boiss.
- Lactuca kanitziana Martelli
- Lactuca kemaliya Yıld.
- Lactuca kirpicznikovii (Grossh.) N.Kilian & Greuter
- Lactuca klossii S.Moore
- Lactuca kochiana Beauverd
- Lactuca laevigata DC.
- Lactuca lasiorhiza (O.Hoffm.) C.Jeffrey
- Lactuca leucoclada Rech.f. & Tuisl
- Lactuca longespicata De Wild.
- Lactuca longidentata Moris ex DC.
- Lactuca ludoviciana (Nutt.) Riddell
- Lactuca malaissei Lawalrée
- Lactuca mansuensis Hayata
- Lactuca marunguensis Lawalrée
- Lactuca microsperma K.Schum.
- Lactuca morssii B.L.Rob.
- Lactuca muralis (L.) E.Mey. – sałatnik leśny
- Lactuca mwinilungensis G.V.Pope
- Lactuca orientalis (Boiss.) Boiss.
- Lactuca oyukludaghensis (Parolly) N.Kilian & Parolly
- Lactuca pakistanica T.Akhtar & Chaudhri
- Lactuca palmensis Bolle
- Lactuca paradoxa Sch.Bip. ex A.Rich.
- Lactuca perennis L. – sałata trwała
- Lactuca petrensis Hiern
- Lactuca piestocarpa (Boiss.) Sennikov
- Lactuca polyclada Boiss.
- Lactuca praecox R.E.Fr.
- Lactuca praevia C.D.Adams
- Lactuca pulchella DC.
- Lactuca pumila Rech.f. & Tuisl
- Lactuca quercina L.
- Lactuca raddeana Maxim.
- Lactuca rapunculoides (DC.) C.B.Clarke
- Lactuca reviersii Litard. & Maire
- Lactuca rostrata (Blume) Kuntze
- Lactuca rosularis Boiss.
- Lactuca saligna L. – sałata solna
- Lactuca sativa L. – sałata siewna
- Lactuca scarioloides Boiss.
- Lactuca schulzeana Büttner
- Lactuca schweinfurthii Oliv. & Hiern
- Lactuca serriola L. – sałata kompasowa
- Lactuca setosa Stebbins ex C.Jeffrey
- Lactuca sibirica (L.) Benth. ex Maxim.
- Lactuca singularis Wilmott
- Lactuca songeensis C.Jeffrey
- Lactuca spinidens Nevski
- Lactuca stebbinsii N.Kilian
- Lactuca stipulata Stebbins
- Lactuca takhtadzhianii Sosn.
- Lactuca tatarica (L.) C.A.Mey. – sałata tatarska
- Lactuca tenerrima Pourr.
- Lactuca tetrantha B.L.Burtt & P.H.Davis
- Lactuca tinctociliata I.M.Johnst.
- Lactuca triangulata Maxim.
- Lactuca tuberosa Jacq.
- Lactuca tysonii (E.Phillips) C.Jeffrey
- Lactuca ugandensis C.Jeffrey
- Lactuca undulata Ledeb.
- Lactuca viminea (L.) J.Presl & C.Presl
- Lactuca virosa L. – sałata jadowita
- Lactuca watsoniana Trel.
- Lactuca winkleri Kirp.
- Lactuca yemensis Deflers
- Lactuca zambeziaca C.Jeffrey

## Zastosowanie
- Roślina jadalna: Sałata siewna L. sativa spożywana jest jako warzywo liściowe. Wyhodowana została z sałaty kompasowej L. serriola i uprawiana była już co najmniej 4 tys. lat temu w Starożytnym Egipcie[5]. Roślina uważana była przez nich za afrodyzjak. Pliniusz Starszy wymieniał 11 odmian uprawnych sałaty[7]. Współcześnie jest bardzo wiele, łączonych w 7 grup[5]. Innym warzywem z tego rodzaju jest sałata indyjska L. indica, której spożywane są także liście[7].
- Rośliny zielarskie: Sałata jadowita L. virosa wykorzystywana była do otrzymywania lactucarium służącego do leczenia kaszlu[7].